# سرخرگ چهره‌ای
سرخرگ چهره‌ای (انگلیسی: Facial artery) (پیش‌تر با نام سرخرگ فکی بیرونی شناخته می‌شد) شاخه‌ای از سرخرگ کاروتید بیرونی است که خون را به ساختارهای سطحی بخش میانی چهره می‌رساند.
سرخرگ چهره‌ای  یکی از شریان‌های مهم صورت می‌باشد که شاخه‌های آن خون شریانی بسیاری از نواحی صورت را تأمین می‌کنند. این شریان از شاخه‌های سرخرگ سبات بیرونی است.
سرخرگ چهره‌ای شاخه‌ای از سرخرگ کاروتید بیرونی است که خون‌رسانی به بخش عمدهٔ ساختارهای سطحی چهره و بخش‌هایی از حفره دهان را برعهده دارد. این سرخرگ مسیر پرپیچ‌وخمی دارد تا بتواند با حرکات گردن، فک پایین و لب‌ها سازگار شود. انتهایی‌ترین شاخهٔ آن سرخرگ گوشه‌ای است که در نزدیکی گوشه داخلی چشم با سرخرگ بینی پشتی آناستوموز ایجاد می‌کند.

## ساختار
سرخرگ چهره‌ای در مثلث کاروتید و اندکی بالاتر از سرخرگ زبانی از سرخرگ کاروتید بیرونی منشأ می‌گیرد و به‌وسیلهٔ شاخهٔ عمودی استخوان فک پایین پوشیده می‌شود. این سرخرگ به‌صورت مایل و به‌سمت بالا در زیر ماهیچه دوشکمچه‌ای و ماهیچه نیزه‌ای‌لامی حرکت کرده و از روی آن‌ها قوسی تشکیل می‌دهد تا وارد شیار سطح پشتی غده بزاقی زیر فکی شود.
سپس از روی تنهٔ استخوان فک پایین در زاویهٔ پیشین-پایینی ماهیچه جونده (شیار پیش‌زایده‌ای) به‌سمت جلو و بالا از روی گونه به زاویهٔ دهان رفته و سپس در امتداد کنار بینی بالا می‌رود و در گوشهٔ داخلی چشم با نام سرخرگ گوشه‌ای پایان می‌یابد.
این سرخرگ به‌طور قابل‌توجهی پرپیچ‌وخم است که به آن اجازه می‌دهد با حرکات گردن (مانند جابه‌جایی حلق در بلع) و حرکات چهره (مانند حرکات فک پایین، لب‌ها و گونه‌ها) سازگار شود.

## ارتباط‌ها
در گردن، مبدأ آن سطحی بوده و به‌ترتیب به‌وسیلهٔ پوست، ماهیچه پلاتیسما و فاشیا پوشیده می‌شود. سپس در زیر ماهیچه دوشکمچه‌ای و ماهیچه نیزه‌ای‌لامی و بخشی از غده بزاقی زیر فکی، اما در سطحی بالاتر از عصب زیرزبانی عبور می‌کند.
این سرخرگ روی ماهیچه تنگ‌کننده میانی حلق و ماهیچه تنگ‌کننده بالایی حلق قرار دارد که دومی، در قوس بالایی آن، سرخرگ را از بخش پایینی و پشتی لوزه جدا می‌کند.
در چهره، هنگامی که از روی تنهٔ فک پایین عبور می‌کند، نسبتاً سطحی است و درست زیر گشادکننده‌های دهان قرار دارد. در مسیر خود روی چهره، به‌ترتیب به‌وسیلهٔ پوست، چربی گونه و در نزدیکی زاویهٔ دهان به‌وسیلهٔ ماهیچه پوستی گردن، ماهیچه خنده و ماهیچه گونه‌ای بزرگ پوشیده می‌شود. این سرخرگ بر روی ماهیچه گونه‌ای و بالابرنده زاویه دهان قرار داشته و از روی یا زیر سر شاخه‌ای بالابرنده لب بالا عبور می‌کند.
سیاهرگ چهره‌ای قدامی در سمت جانبی-پشتی این سرخرگ قرار داشته و مسیر مستقیم‌تری روی چهره طی می‌کند و در گردن سطحی‌تر از سرخرگ قرار می‌گیرد. شاخه‌های عصب چهره‌ای نیز این سرخرگ را از پشت به جلو قطع می‌کنند.
این سرخرگ با شاخه‌هایی از جمله سرخرگ بینی پشتی از سرخرگ کاروتید درونی آناستوموز برقرار می‌کند.

## شاخه‌ها
شاخه‌های سرخرگ چهره‌ای: سرخرگ‌های کامی (palatine) بالارو، زیر چانه‌ای، لبی زیرین و زبرین، تیغه‌ای (septal)، بینی‌ای جانبی، شاخه‌های لوزه‌ای (tonsillar)، غده‌ای (glandular) و شاخه گوشه لبی (angular) که انتهایی است.
بنابراین، شاخه‌ها عبارتند از: 
گردنی: سرخرگ کامی بالارونده، شاخه لوزه‌ای، سرخرگ زیرچانه‌ای، شاخه‌های غده‌ای
چهره‌ای: سرخرگ لبی پایینی، سرخرگ لبی بالایی، شاخه بینی جانبی، سرخرگ گوشه‌ای

## ماهیچه‌های خون‌رسانی‌شده
این سرخرگ به ماهیچه گونه‌ای، بالابرنده زاویه دهان، بالابرنده لب بالا، بالابرنده لب بالا و پره بینی، بالابرنده کام، ماهیچه جونده، ماهیچه چانه‌ای، زیرزبانی، ماهیچه بینی، ماهیچه کام‌زبانی، ماهیچه کام‌حلقی، ماهیچه پوستی گردن، ماهیچه پیشانی‌بینی، ماهیچه خنده، ماهیچه نیزه‌ای‌زبانی و بخش عرضی ماهیچه بینی خون‌رسانی می‌کند.

## اهمیت بالینی
سرخرگ چهره‌ای ممکن است در طول جراحی فک و صورت سوراخ شود که معمولاً باعث خون‌ریزی شدید می‌گردد.

## نگارخانه

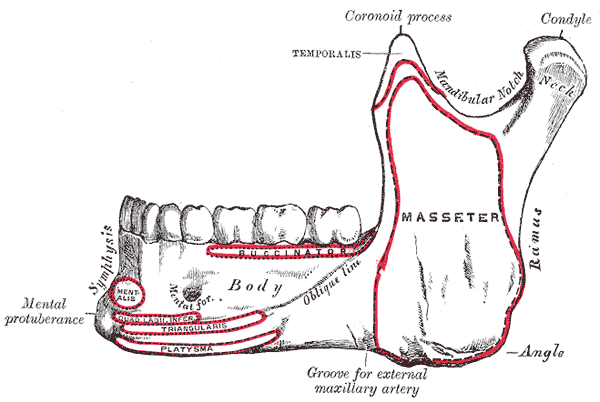
Mandible. Outer surface. Side view.
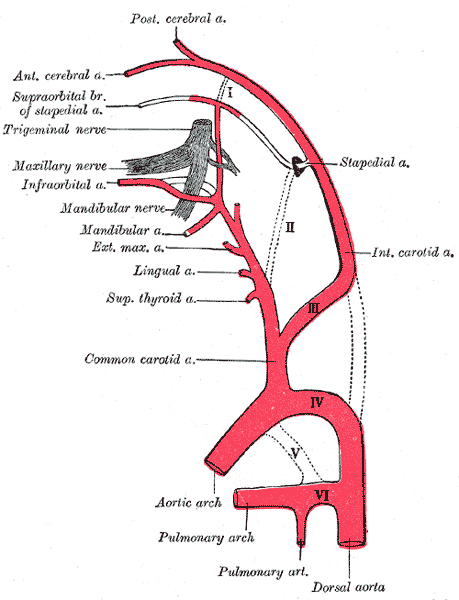
Diagram showing the origins of the main branches of the carotid arteries.
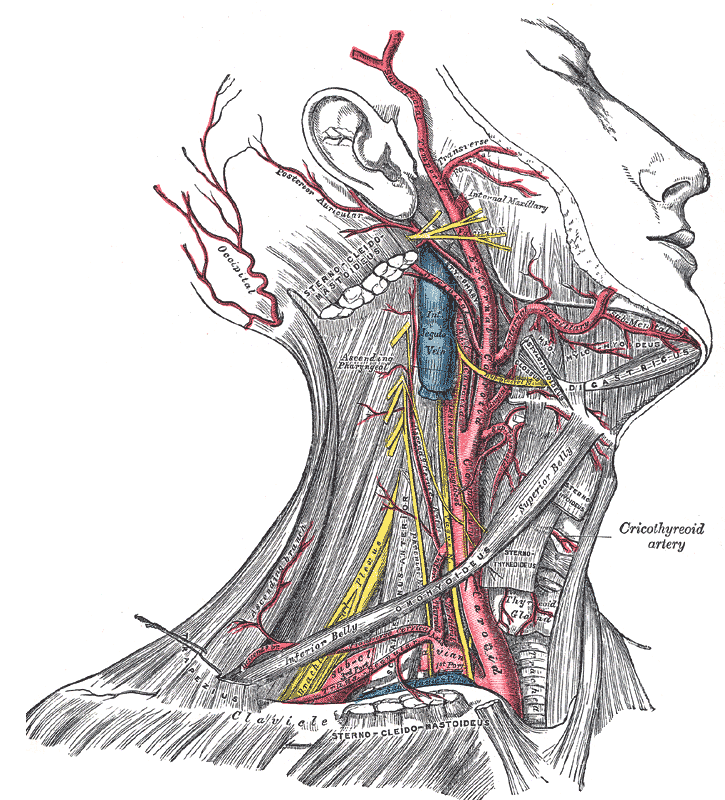
Superficial dissection of the right side of the neck, showing the carotid and subclavian arteries.
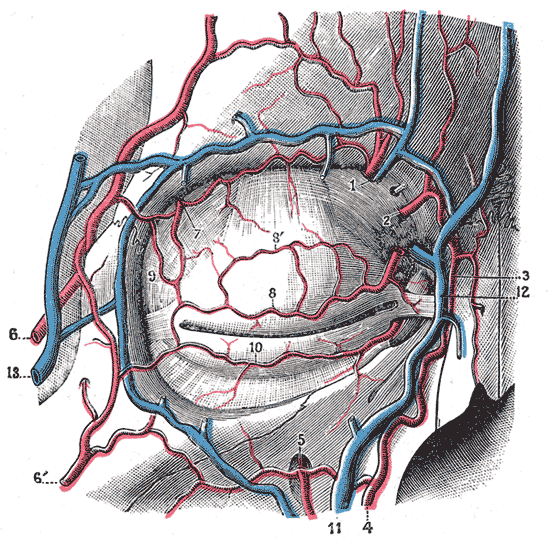
Bloodvessels of the eyelids, front view.
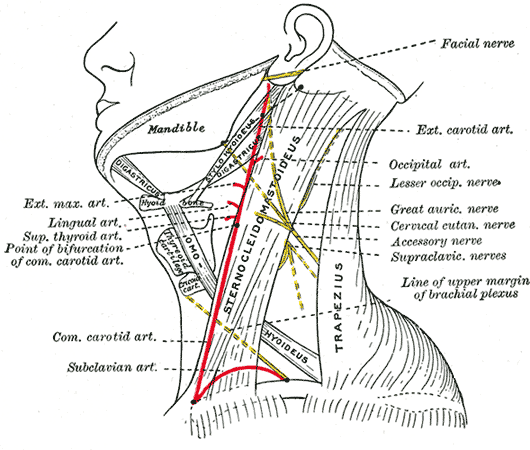
Side of neck, showing chief surface markings.
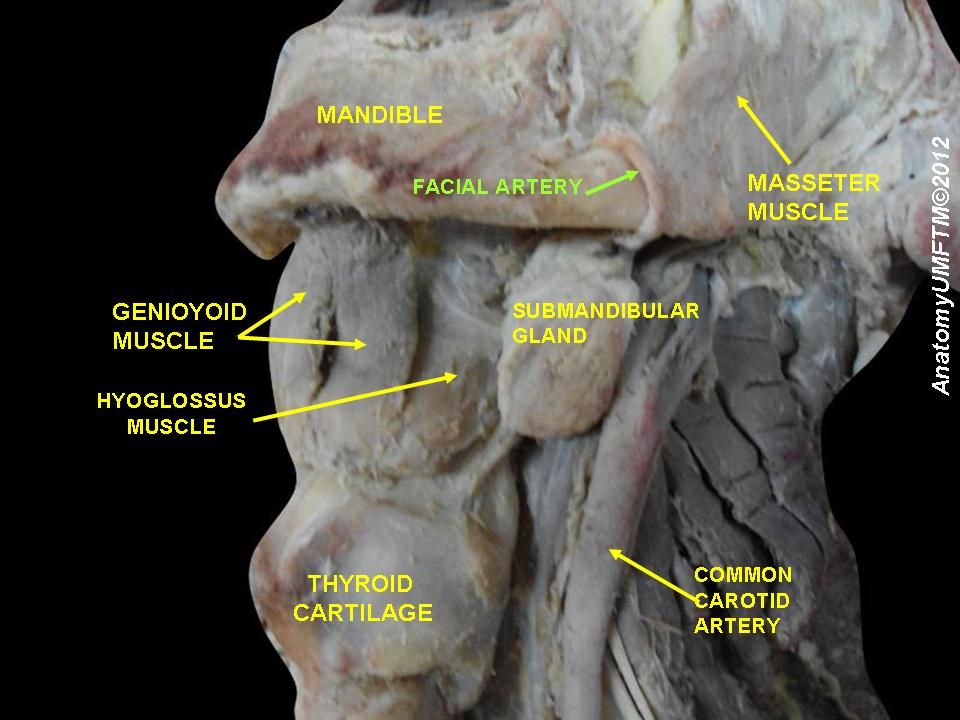
Facial atrery
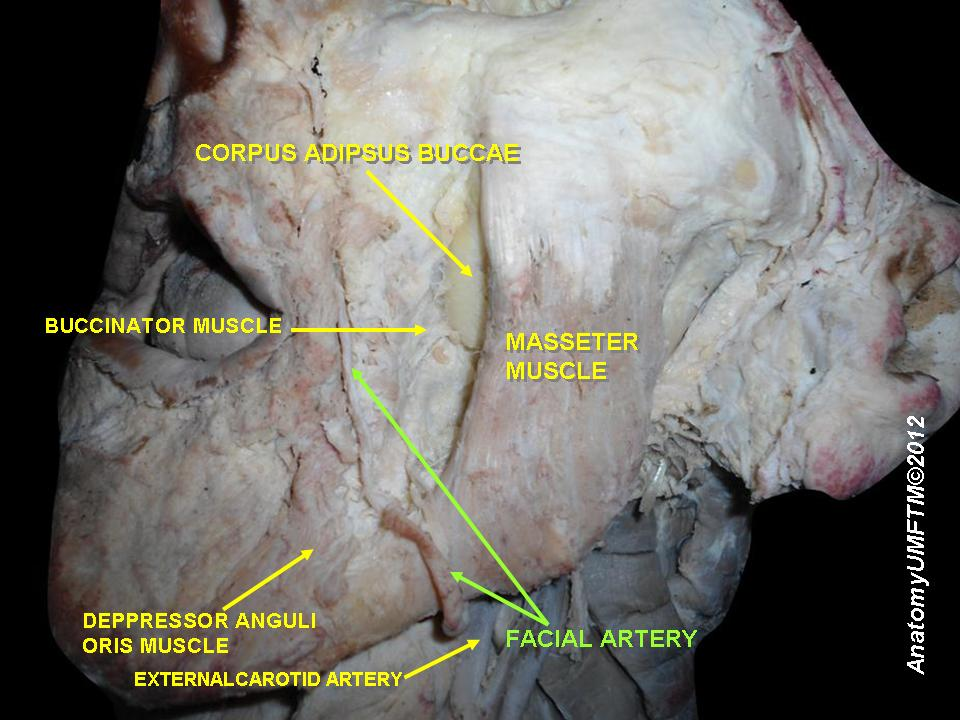
Facial artery
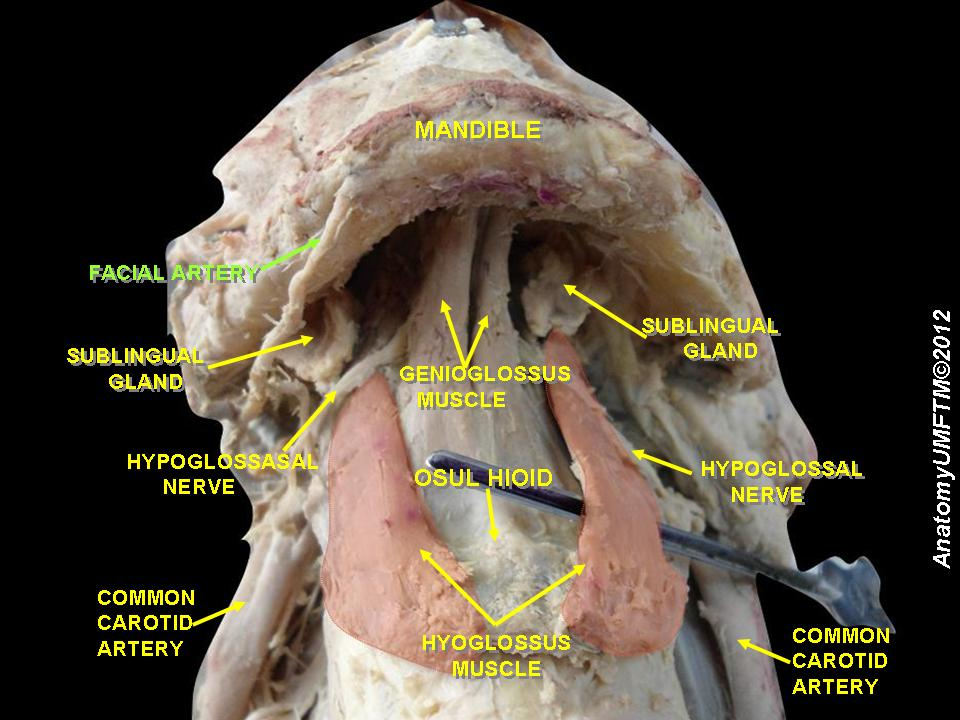
Facial artery
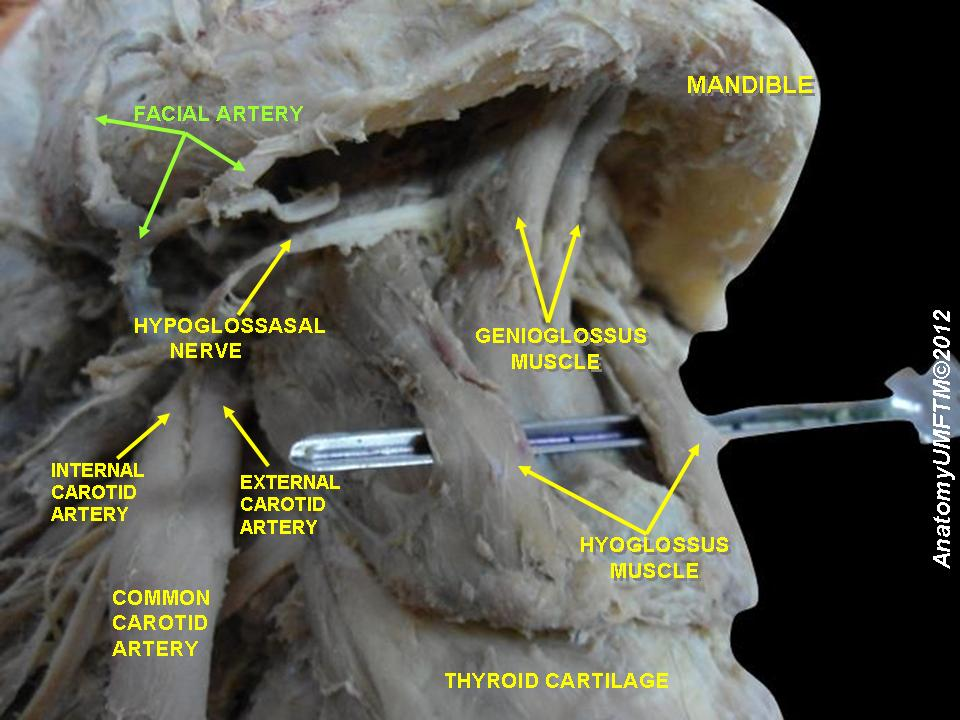
Facial artery
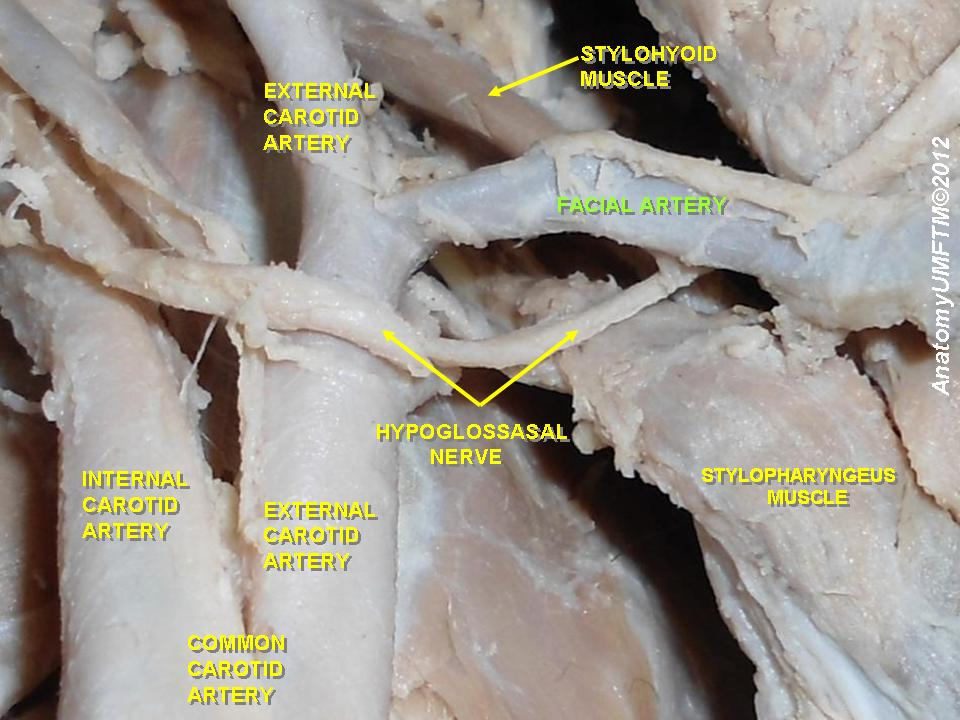
Facial artery
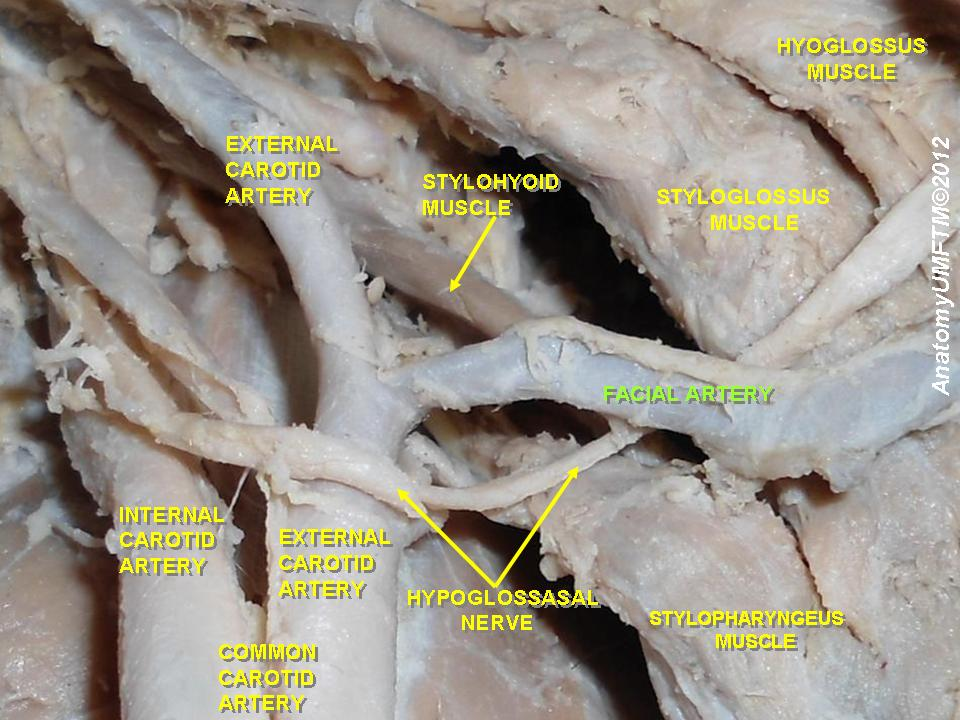
Facial artery
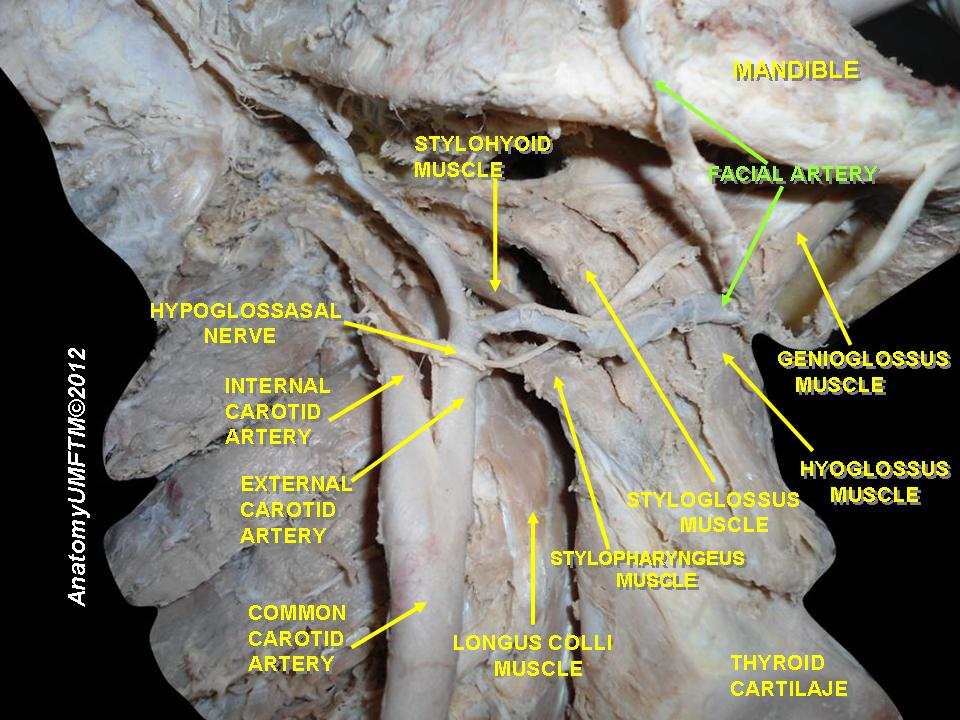
Facial artery
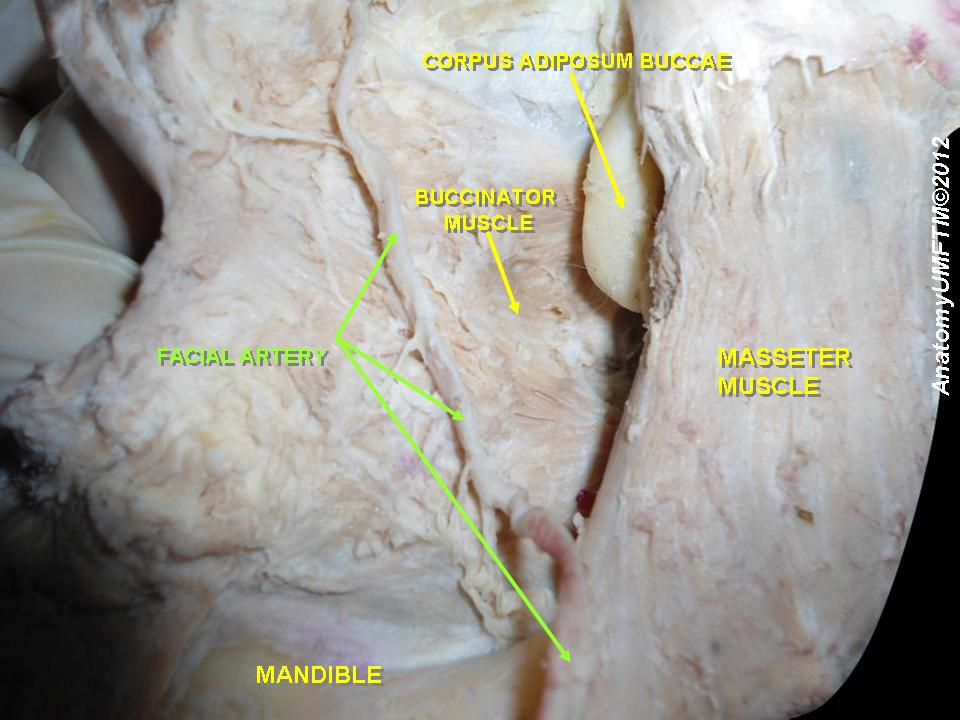
Facial artery
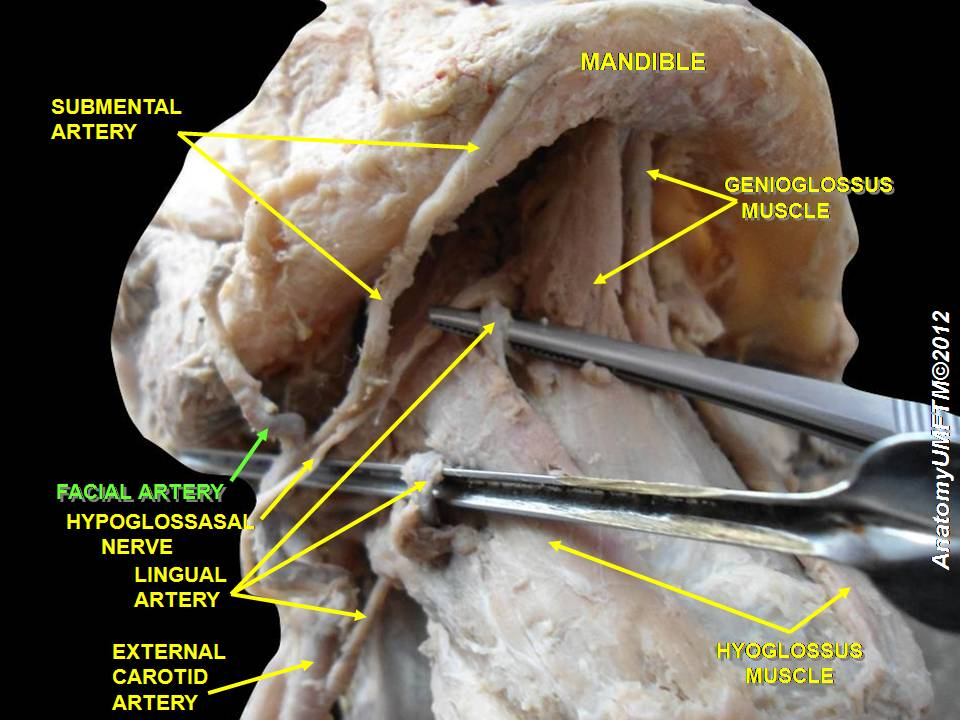
Facial artery
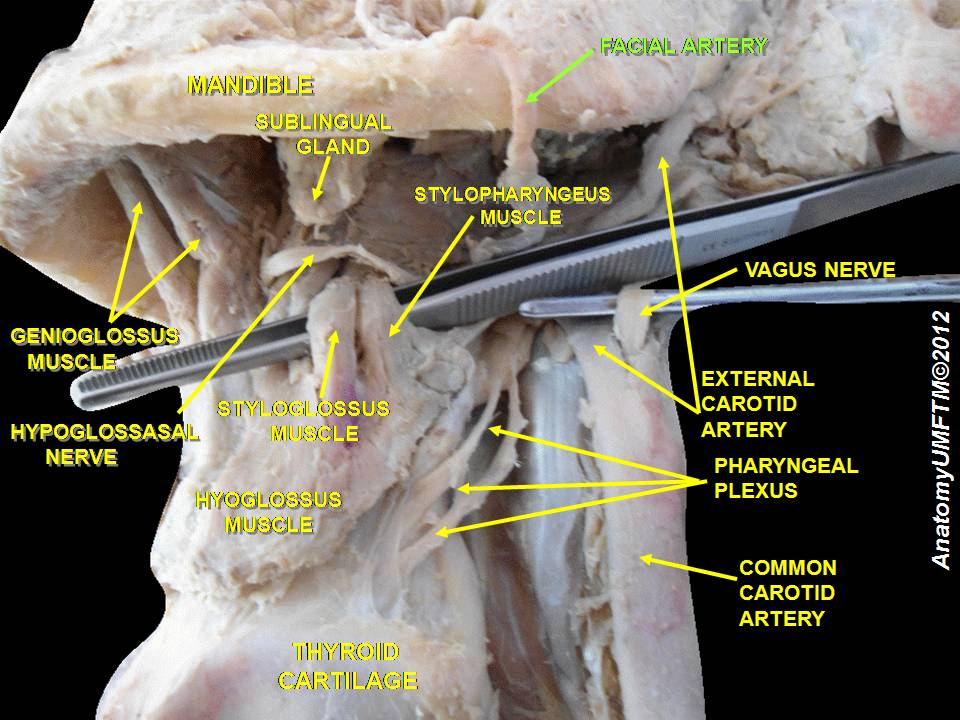
Facial artery
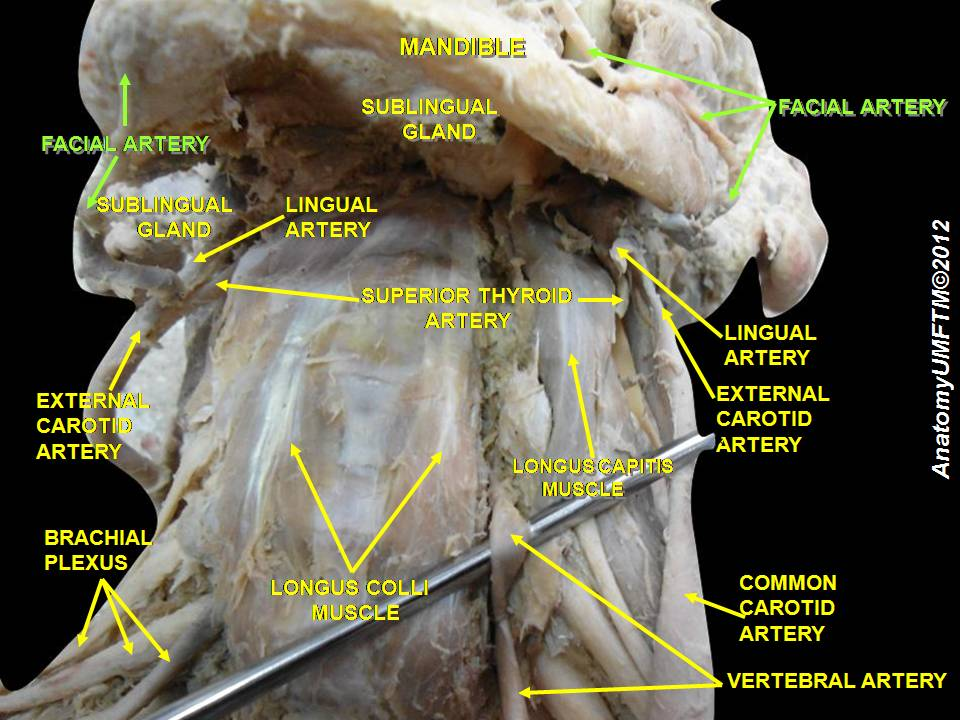
Facial artery
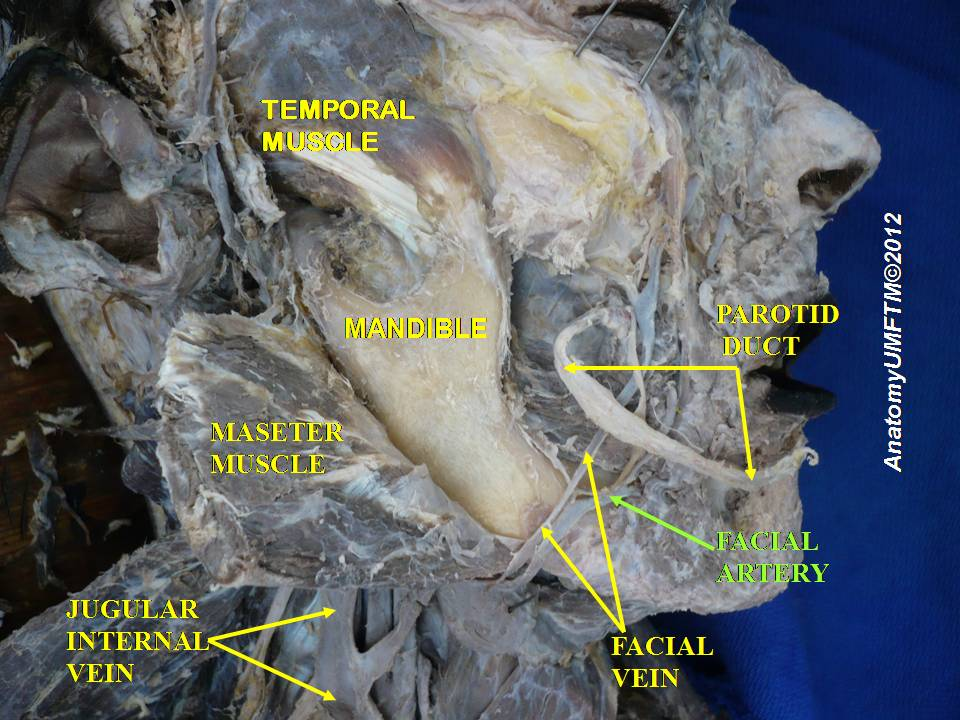
Facial artery
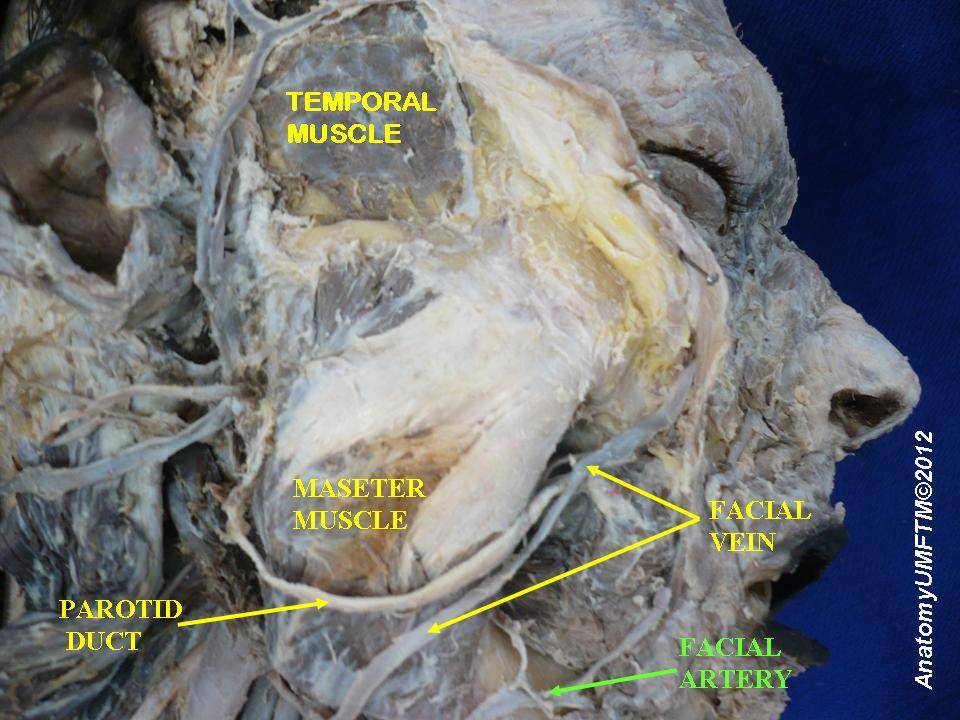
Facial artery
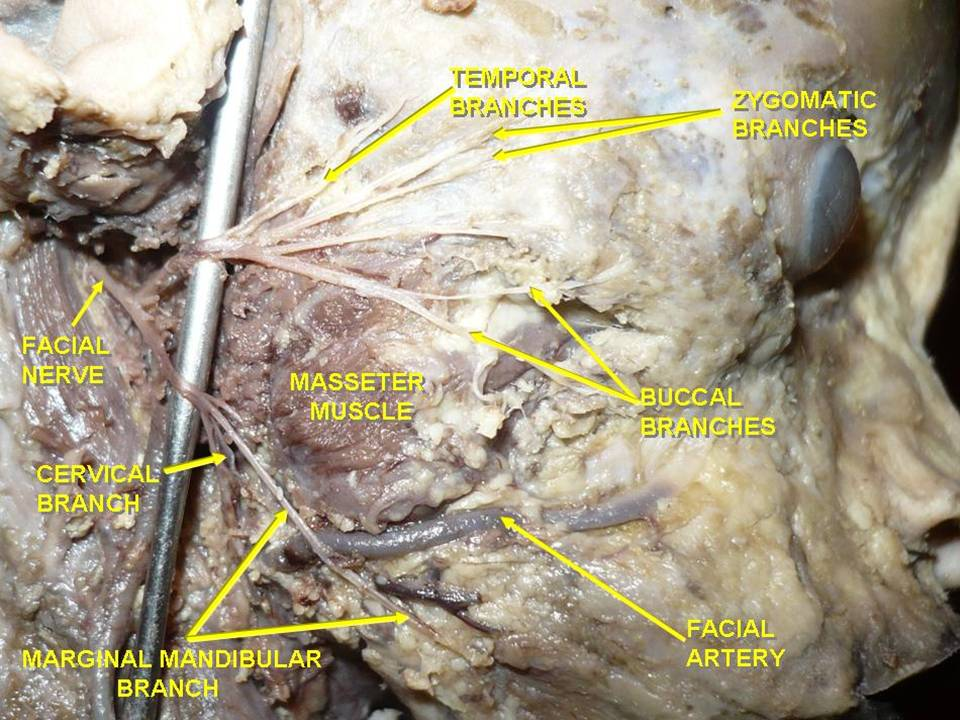
Facial artery.Deep dissection.Lateral view.